# Tugtupite

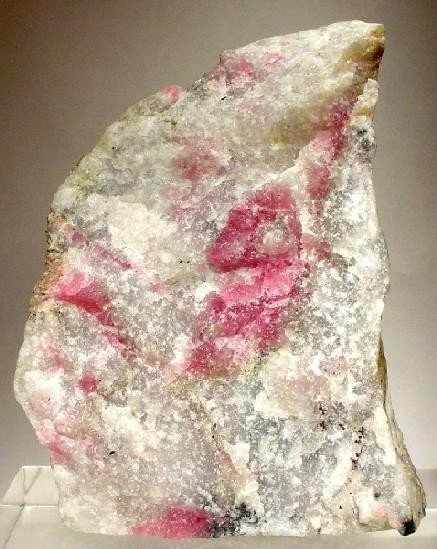
Esempio di tugtupite scoperta in Groenlandia

La tugtupite, nota anche come sodalite di berillio o pietra di renna (simbolo IMA: Ttp), è un minerale raro del gruppo dell'helvine appartenente alla classe minerale dei "silicati e germanati" con composizione chimica Na4[Cl|BeAlSi4O12] ed è quindi chimicamente un silicato di sodio-berillio-alluminio con ioni cloro aggiuntivi.
Strutturalmente appartiene ai tectosilicati.

## Etimologia e storia
I geologi europei scoprirono la tugtupite nel 1957. Tuttavia, gli Inuit groenlandesi conoscevano questa pietra da secoli. Il nome tugtupite richiama la parola tuttu (sangue delle renne). Tuttavia, il minerale ha ricevuto il suo nome ufficiale nel 1962 dal suo primo descrittore H. Sørensen, che lo chiamò in questo modo per via della sua località tipo, Tuttup Attakoorfia (secondo l'antica ortografia Tugtup Agtakôrfia) che si trova in Groenlandia sulla penisola di Kujalleq.

## Classificazione
La nona edizione della sistematica minerale di Strunz, valida dal 2001 e utilizzata dall'Associazione Mineralogica Internazionale (IMA) fino al 2009, elenca la tugtupite nella classe "9. Silicati (germanati)" e da lì nella sottoclasse "9.F Tettosilicati senza H2O zeolitica"; questa è anche ulteriormente suddivisa in base all'eventuale presenza di anioni aggiuntivi, in modo che il minerale possa essere trovato nella sezione "9.FB Tettosilicati con anioni aggiuntivi" in base alla sua composizione, dove è elencato insieme a bicchulite, helvine, kamaishilite, kircherite, kyanoxalite, tsaregorodtsevite, vladimirivanovite, danalite, genthelvite, haüyne, lazurite, nosean e sodalite con le quali forma il sistema nº 9.FB.10.
Tale classificazione è mantenuta anche nell'edizione successiva, proseguita dal database "mindat.org" e chiamata anche Classificazione Strunz-mindat.
Anche la sistematica dei minerali secondo Dana, che viene utilizzata principalmente nel mondo anglosassone, classifica la tugtupite nella classe dei "silicati e germanati" e lì nella sottoclasse dei "tectosilicati: reticoli Al-Si" dove può essere trovata insieme a genthelvite e danalite nel "gruppo dell'helvine" con il sistema nº 76.02.03 nell'ambito della suddivisione "tectosilicati: reticoli Al-Si, rappresentanti dei feldspati e specie affini".

## Abito cristallino
La tugtupite cristallizza nel sistema tetragonale nel gruppo spaziale I4 (gruppo nº 82) con i parametri del reticolo a = 8,64 Å e c = 8,87 Å oltre a due unità di formula per cella unitaria.

## Proprietà
Alla luce del giorno, la gamma dei colori della tugtupite varia dal bianco al rosa fino a un rosso intenso, colore che deriva dalla presenza di piccole quantità di zolfo; le pietre bluastre si trovano molto raramente. Quando un campione di tugtupite di colore pallido è esposto ai raggi ultravioletti o alla luce del sole, il rosso si intensifica. Questo approfondimento del colore può durare per settimane, mentre nell'oscurità il rosso svanisce di nuovo (fotocromatismo). La tugtupite può anche reagire al calore.

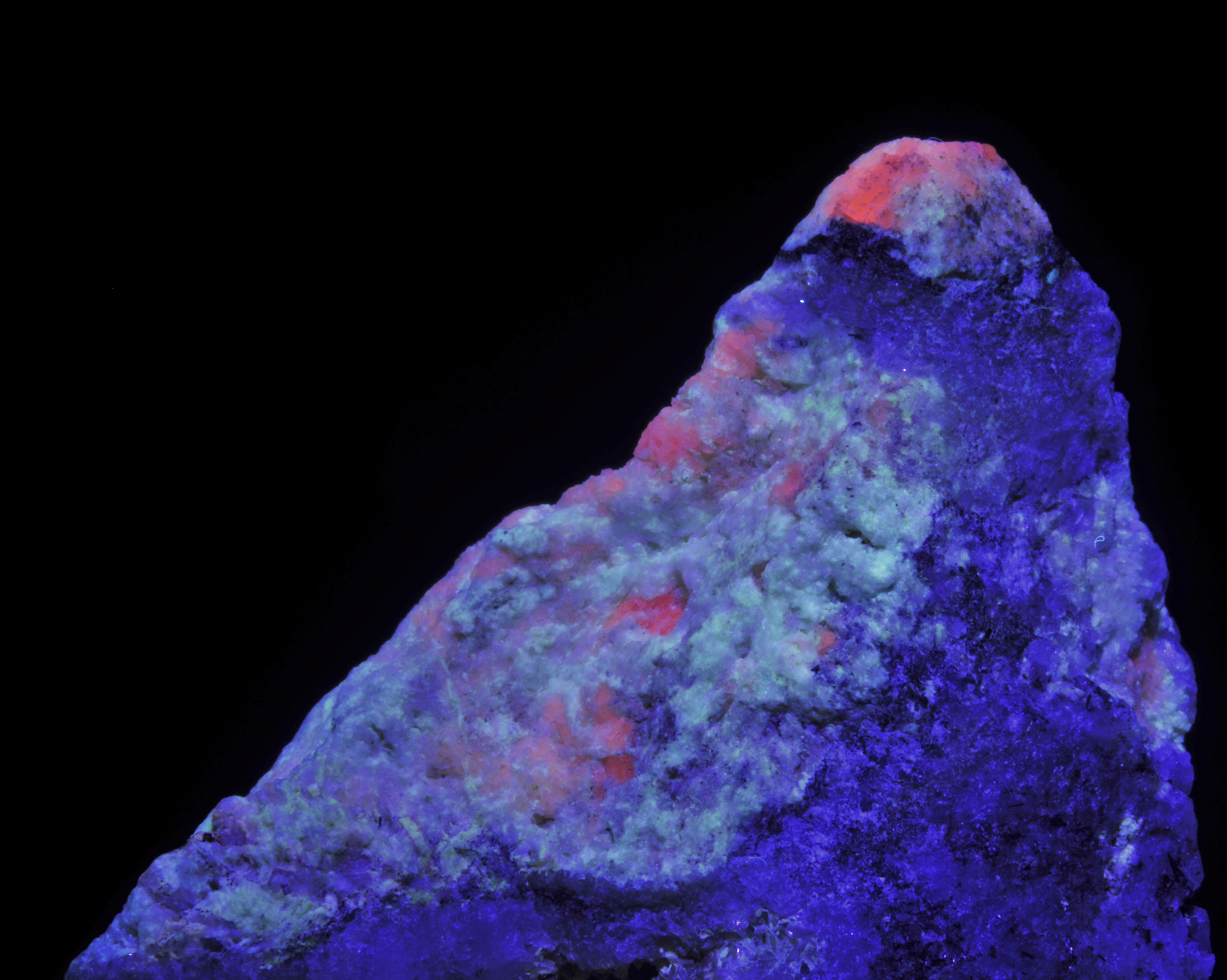
Tugtupite proveniente dal complesso di Ilimaussaq (Groenlandia) sotto la luce ultravioletta

La tugtupite è nota per la sua eccellente fluorescenza. Sotto la luce ultravioletta a onde corte, il minerale brilla di color rosso ciliegia, sotto la luce ultravioletta a onde lunghe assume un color arancione spesso intenso. La tugtupite rosso scuro dell'area di Kvanefjeld mostra la risposta più forte ai raggi ultravioletti, ma non mostra fosforescenza. La tugtupite rosa pallido della regione di Taseq mostra una reazione diversa alla luce ultravioletta: un rosso più tenue sotto l'UV a onde corte, arancione-salmone sotto l'UV a onde lunghe e un rosa-viola sotto l'UV a onde medie; questa tugtupite mostra una forte fosforescenza biancastra. Le pietre provenienti da altri siti del complesso di Ilimmaasaq reagiscono in modo diverso: un rosa-arancio sotto l'UV a onde corte, un bianco molto brillante sotto l'UV a onde medie e un arancione sotto l'UV a onde lunghe, anch'esso fosforescente.
La tugtupite è tenebrescente, condividendo gran parte della sua struttura cristallina con la sodalite. I due minerali si trovano occasionalmente insieme nello stesso campione.
Inoltre, la tugtupite ha proprietà piezoelettriche, accumulando una tensione elettrica durante la deformazione elastica che cambia periodicamente.
La durezza Mohs è data come 4 o da 5,5 a 6, a seconda della fonte, e possiede un peso specifico di 2,33.

## Origine e giacitura

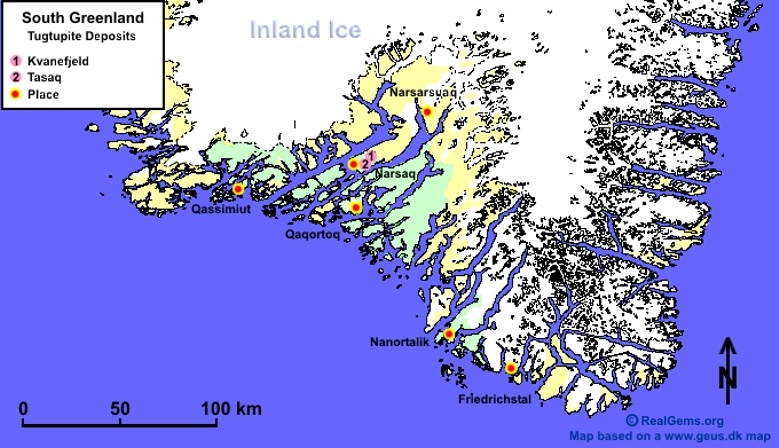
Area del sud della Groenlandia dove è stata scoperta la tugtupite

La tugtupite si forma prevalentemente nelle vene idrotermali delle pegmatiti sienitiche, dove sostituisce la chkalovite. La si trova associata ad albite, analcime, egirina, natrolite, tetranatrolite, chkalovite, miche di litio, epistolite, niobofillite, monazite, rabdofane, gerasimovskite, nenadkevichite e berillite.
La tugtupite si trova anche a Mont-Saint-Hilaire e a Réservoir-Dozois nella municipalità regionale della contea di La Vallée-de-l'Or (entrambe in Québec, Canada) e nel massiccio del Lovozero sulla penisola di Kola, nell'oblast' di Murmansk. La United States Geological Survey riferisce che in Nepal, la tugtupite (oltre al diaspro e alla nefrite) è stata trovata estensivamente nella maggior parte dei fiumi dal Bardia al Dang.

## Forma in cui si presenta in natura
La tugtupite sviluppa cristalli nell'ordine dei millimetri con una lucentezza simile al vetro sulle superfici. Di solito si trova sotto forma di aggregati minerali da granulari a massicci fino a circa 10 cm di dimensione.
In forma pura, la tugtupite è incolore e trasparente. Tuttavia, a causa della rifrazione multipla della luce dovuta a difetti di costruzione del reticolo o alla formazione policristallina, può anche apparire bianca, per cui la trasparenza diminuisce di conseguenza. A causa di miscele estranee, la tugtupite può anche assumere un colore rosa, carminio, bluastro o verdastro.

## Utilizzi
È usato come una pietra preziosa. Le pietre traslucide o trasparenti, rosso intenso (alla luce del giorno) della regione di Kvanefjeld (Groenlandia) vengono trasformate in pietre preziose e solitamente tagliate a cabochon. Le buone tugtupiti sono relativamente traslucide e senza altre inclusioni visibili di minerali estranei. Le pietre migliori sono quasi trasparenti, di colore rosso intenso e molto ricercate dagli appassionati di pietre preziose. Tuttavia, si deve prendere in considerazione la bassa durezza Mohs: la tugtupite non deve quindi essere usata per monili di uso quotidiano come gli anelli.